# 武重洋二
武重洋二（1964年—），是出生於美國費城的日本男性動畫美術監督、背景製作人員。

## 經歷
自美國返日後，武重洋二在青年期就讀多摩美術大學的油畫系，之後未唸完學業後投入動畫界就職。
武重洋二第一次接案的吉卜力工作室動畫電影為1988年宮崎駿的《龍貓》，之後還參與過高畑勳的《兒時的點點滴滴》製作。
在製作《紅豬》時武重洋二才正式進入吉卜力工作室為正式職員，之後擔任多部吉卜力的背景繪製。在短篇動畫《On Your Mark》中第一次擔任美術監督，並其後擔任《魔法公主》、《隔壁的山田君》、《霍爾的移動城堡》等吉卜力劇場動畫美術監督。
其他參與的作品有《機動警察》、《攻殼機動隊》、或是由細田守執導的《跳躍吧！時空少女》、《夏日大作戰》等作品。

## 參與作品

### 電視動畫
- 小松左京動畫劇場（1989年）：美術
- 海潮之聲（1993年）：背景

### 劇場動畫
- 王立宇宙軍（1987年）：美術
- 龍貓（1988年）：背景
- 機動警察劇場版（1989年）：美術
- 兒時的點點滴滴（1991年）：背景
- 老人Z（1991年）：背景
- 紅豬（1992年）：背景
- 獸兵衛忍法帖（1993年）：副美術監督
- 平成狸合戰（1994年）：背景
- 快打旋風2電影版（1994年）：背景
- 心之谷（1995年）：背景
- 攻殼機動隊（1995年）：背景
- 魔法公主（1997年）：美術監督
- 隔壁的山田君（1999年）：美術監督
- 神隱少女（2001年）：美術監督
- 貓的報恩（2002年）：背景
- 霍爾的移動城堡（2004年）：美術監督
- 犬夜叉 紅蓮的蓬萊島（2006年）：背景
- 跳躍吧！時空少女（2006年）：背景
- 地海戰記（2006年）：美術監督
- 崖上的波妞（2008年）：背景
- 夏日大作戰（2009年）：美術監督
- 借物少女艾莉緹（2010年）：美術監督
- 風起（2013年）：美術監督
- 怪物的孩子（2015年）：美術監督
- 你想活出怎樣的人生（2023年）：美術監督

### 短篇動畫
- On Your Mark（1995年）：美術監督
- Ghiblies episode2（2002年）：背景
- 空想的飛行機械們（2002年）：美術監督
- 空想的機械們裡破壞的發明（2002年）：美術監督
- 麵種與蛋姬（2010年）：美術監督

### OVA動畫
- 勇者鬥惡龍OVA（1988年）：特殊美術
- 青色6號（1998年）：負責第1集的背景、第2集的美術